# Serge Bonnet
Pour les articles homonymes, voir Bonnet.
Serge Bonnet, né le 3 août 1924 à Châlons-sur-Marne (Marne) et mort le 18 décembre 2015 à Moulins-lès-Metz (Moselle) est un prêtre dominicain et sociologue français. Au cours de sa vie, il exerce notamment les professions de chroniqueur politique, écrivain, universitaire et chercheur au CNRS. Spécialiste des milieux industriels et ouvriers, il est un fervent défenseur de la religion populaire et du rôle des laïcs au sein de l'Église. Prédicateur de talent, il devient également une figure médiatique dans les années 1970 et 1980.

## Biographie
Serge Bonnet naît en 1924 au sein d'une modeste famille d'agriculteurs de Sainte-Menehould, dans la Marne. Enfant, il déteste aller à l'école et au  catéchisme mais, adulte, il trouve la foi et entre au sein de l'Ordre des Prêcheurs. Il est ordonné prêtre en 1955. Il prend alors Denis pour nom en religion,. Il est dominicain au couvent de Nancy. Il exerce son premier ministère, de 1957 à 1961, dans le cadre d’une mission dominicaine en milieu ouvrier au cœur de la Lorraine sidérurgique. C’est pendant cette période qu’il prend contact avec le monde ouvrier, ce qui va marquer son existence et orientera ses travaux. Il est recruté au CNRS en 1961. Il rejoint le Groupe de Sociologie des Religions.  En 1965 il soutient une thèse de 3e cycle sur Les ouvriers migrants-quotidiens des usines sidérurgiques de l’agglomération de Longwy (1962-1963).  
Atteint par la maladie d'Alzheimer, il meurt finalement le 18 décembre 2015 à Moulins-lès-Metz, à l'âge de 91 ans. Ses obsèques sont célébrées le 23 décembre suivant en l'église Saint-Charles de Sainte-Menehould, puis il est inhumé dans le cimetière de la commune.  Gérard Leclerc lui rend hommage : « Simplement, il avait la liberté ample de l’intelligence et du cœur. C’est sans doute, ce qui explique la nature étonnante de sa culture, apte à voguer des plus grands sommets aux soucis des plus humbles. » 

## Travaux
Il est principalement connu pour son travail d'universitaire mené au sein du groupe de sociologie des religions du CNRS.
Membre actif de la Société d'Agriculture, Commerce, Sciences et Arts du département de la Marne il publiera de nombreux articles dans les mémoires.
Dès 1977, il est nommé directeur de recherche au CNRS et devient un spécialiste des liens entre religion, politique et vie ouvrière.
Il publie plusieurs ouvrages sur la sidérurgie dont L'homme du fer, qui est considéré comme son ouvrage essentiel. En 1987, il reçoit notamment le Prix Broquette-Gonin de l'Académie française. À sa mort, cette œuvre est toujours une œuvre de référence, qui témoigne également de « son attachement profond à la classe ouvrière ».
En 1981, il publie aussi La « Ligne rouge des hauts fourneaux », consacrée aux grèves du bassin de Longwy en 1905, et qui sert de base aux recherches des historiens et anthropologues.
Selon l'universitaire Yann Raison du Cleuziou, les recherches de Serge Bonnet sur le catholicisme populaire et plus particulièrement sur la prière, la fête et la domination cléricale, « méritent d’entrer dans les classiques des sciences sociales ».
Dans les années 1970, il est chroniqueur politique dans les colonnes du Républicain lorrain. Il est également à l'origine de la création du Village du Livre de Fontenoy-la-Joûte, en Meurthe-et-Moselle, et des Éditions Serpenoise. En 1972, il soutient son doctorat d’État sur la Sociologie politique et religieuse de la Lorraine, thèse dirigée  Raymond Aron.

## Prises de position
Dans les années 1960 et 1970, il défend la qualité spirituelle de la religion populaire qu'il est l'un des seuls à prendre au sérieux. En effet, à cette époque, une partie du clergé considère la dévotion populaire comme une forme de paganisme qu'il faut combattre.
Proche de Raymond Aron, de Daniel Rondeau et de Philippe Ariès, il est aussi admiré par Maurice Clavel. Personnage complexe aux positions iconoclastes, le père Bonnet devient une figure médiatique dans les années 1970 et 1980. Durant les années 1970, il attaque notamment le néocléricalisme de la gauche chrétienne et défend l'importance de l’autonomie des laïcs au sein de l'Église catholique.
En plein milieu des débats liés au concile Vatican II, il « renvoie dos à dos les traditionalistes et les progressistes » en défendant un christianisme incarné et « la nécessaire liberté de conscience et de dévotion des catholiques », tout en dénonçant les « orientations suicidaires » de la pastorale post-conciliaire.

## Œuvres

### Ouvrages religieux
- La communion solennelle, folklore païen ou fête chrétienne,(co-auteur Augustin Cottin) Paris, Le Centurion, 1969
- Manuel de déniaisement politique et social
- À hue et à dia. Les avatars du cléricalisme sous la Ve République, Paris, Cerf 1973.
- La Cuisine d'Emmaüs
- Aux aventuriers du mariage, [Homélies, 1955-1995]
- Les pèlerinages
- Le Patois des croix
- Les Ermites, prix Claire-Virenque de l’Académie française 1981 (avec Bernard Gouley)
- Marie, Mère De Dieu
- Abécédaire de la prière
- La Cuisine messine

### Ouvrages scientifiques
- L'Homme du Fer, 1, Mineurs De Fer Et Ouvriers Sidérurgistes Lorrains. Tome 1/1889-1930
- L'Homme du Fer, 2, Mineurs De Fer Et Ouvriers Sidérurgistes Lorrains. Tome 2/1930-1959
- Prières secrètes des Français d'aujourd'hui
- Automne, Hiver De L'Homme Du Fer
- L'Homme du Fer, 3, Mineurs De Fer Et Ouvriers Sidérurgistes Lorrains. Tome 3/1960-1973
- L'Homme du Fer, 4, Mineurs De Fer Et Ouvriers Sidérurgistes Lorrains. Tome 4/1974-1985

### Etudes et notices
- Le magasin spirituel de René Adam (1755-1814) : trappiste sous l' Ancien Régime, père de famille sous l'Empire, publiée dans la revue de la Société d'Agriculture, Commerce, Sciences et Arts du département de la Marne, 1960[12]

- Les Italiens dans l'arrondissement de Briey avant 1914 par Serge Bonnet, Charles Santini et Hubert Barthélemy, 1962
- Appartenance politique et attitude religieuse dans l'émigration italienne en Lorraine sidérurgique par Serge Bonnet, Charles Santini et Hubert Barthélémy, 1962

## Liens
- Ressource relative à la religion :   - Dictionnaire biographique des frères prêcheurs
- Ressource relative à la recherche :   - Persée
- Notices d'autorité :   - VIAF
  - ISNI
  - BnF (données)
  - IdRef
  - LCCN
  - GND
  - Pays-Bas
  - Israël
  - NUKAT
  - Norvège
  - WorldCat